# Призрачный гонщик (Дэнни Кетч)
При́зрачный го́нщик (англ. Ghost Rider), настоящее имя — Дэ́ниел «Дэ́нни» Кетч (англ. Daniel "Danny" Ketch) — персонаж комиксов издательства Marvel Comics. Он является третьим персонажем Marvel, носящим имя «Призрачный гонщик», после Джонни Блэйза (брата Дэнни) и героя вестерн-комиксов, известного как Призрачный всадник.

## История публикаций
Третий Призрачный гонщик дебютировал в Ghost Rider vol. 3 #1 (май 1990). Серия закончилась на #93 (февраль 1998). Спустя девять лет Marvel опубликовала долгожданный финальный выпуск под названием Ghost Rider Finale (январь 2007), в котором переизданы vol. 3 #93 и ранее не публиковавшийся #94. Кетч появляется в текущей серии вместе с Джонни Блэйзом. В поддержку серии комиксов Кетч получил собственную мини-серию «Призрачный гонщик: Дэнни Кетч», написанную Саймоном Спурриером.

## Биография
Дэниел Кетч родился в Бруклине, Нью-Йорк. Однажды ночью на Дэниела и его сестру Барбару напали бандиты; вместе со своей сестрой, которая получила тяжёлое ранение, Дэниел сбежал и спрятался на свалке, где нашёл мотоцикл с мистическим сигилом. Прикоснувшись к сигилу, он превратился в Призрачного гонщика. Он победил бандитов, но не смог спасти Барбару, которая в результате ранения впала в кому. Позже она была убита Блэкаутом, который стал заклятым врагом Кетча.
Позже Кетч узнал о происхождении Заратоса от мистического повелителя снов Кошмара, который считал, что существо, с которым был связан Кетч, было перерождённым Заратосом и освобождённым от Кристалла Души. Призрачный гонщик отрицал это, хотя другие, включая Мефисто, считали иначе.

### Альянсы и смерти
Призрачный гонщик становится членом команды Сыновей полуночи, дважды погибая. Первым, кто убил Призрачного гонщика, был охотник на вампиров Блэйд, который в то время был одержим мистической книгой Даркхолд. Вскоре он был возрождён Искупителями Даркхолда вместе со всеми, кого убил Блэйд. Во второй раз Дэниел Кетч был убит Заратосом, но, как и раньше, был воскрешён.
Позже Кетч и Джонни Блэйз узнали, что они давно потерянные братья и что их семья унаследовала мистическое проклятие, связанное с Духами мщения. Дэнни Кетч, казалось, умер от руки Блэкаута, но Дух мщения, с которым он был связан через талисман мотоцикла, продолжал жить. В это время существование Кетча оставалось внутри пустоты, и он мог общаться с Призрачным гонщиком только через духовный мир.

### Возрождение
В комиксе Peter Parker: Spider-Man #93 Призрачный гонщик появляется на улицах Нью-Йорка, однако его силы вышли из-под контроля из-за отсутствия хозяина. Он встречает Человека-паука и Кетча, который говорит ему, что он — Ноубл Кейл и должен находиться в царстве Мефисто. Троица борется с бомбой, созданной группой террористов, желающих взорвать город. Несмотря на то, что Призрачный гонщик овладевает бомбой, ему не хватает сил, чтобы сдержать надвигающийся взрыв, и поэтому Кетч воссоединяется с ним, чтобы снова стать Призрачным гонщиком, помогая Человеку-пауку нейтрализовать угрозу.
Гибрид Кетча и Кейла становится королём Ада и заключает соглашение с Блэкхартом. В обмен на то, что Призрачный гонщик придёт в Ад и женится на двух выбранных им невестах-демонах, Пао Фу и Чёрной Розе, Блэкхарт освободит род Кетчей от проклятия. Кейл соглашается. В ночь после двойной свадьбы Чёрная Роза предаёт Кейла и пытается его убить. Когда ей это не удаётся, Блэкхарт заявляет, что вся эта затея была планом убить Кейла и уничтожить его душу. Чёрная Роза оказывается Роксаной Симпсон, якобы умершей женой Джонни Блэйза. В ответ Кейл убивает Блэкхарта, становится королём Ада и узнаёт, что на самом деле он ангел смерти.
Кетч впал в кому в мире смертных, а позже был воскрешён своей мёртвой матерью Наоми Кейл-Блэйз и братом Джонни Блэйзом и продолжает жить, казалось бы, нормальной жизнью. Однако его давняя подруга Стейси Долан узнаёт, что беременна ребёнком Кетча и сбегает.

### 2000-е
В мини-серии комиксов 2008 года «Призрачный гонщик: Дэнни Кетч» Кетч мучается от того, что его жизнь рухнула из-за семейного проклятия, и поэтому техномант Мэри Лебоу изгоняет из его тела Призрачного гонщика. Кетч впадает в глубокую алкогольную депрессию. К нему неоднократно приходит Мистер Одиннадцатый, говорящий ворон, который даёт ему «дозы» силы Призрачного гонщика и рассказывает ему историю Духов мщения и о том, как некоторые предыдущие Призрачные гонщики не смогли справиться с обретённой силой, что свело их с ума и выжгло их души. Мистер Одиннадцатый также объясняет, что Верминус Рекс, старый Дух мщения Блэкхарта, охотится на других Духов мщения. Кетч побеждает Рекса и поглощает духов, которых Рекс забрал в прошлом, но это сводит Кетча с ума. Задкиил вмешивается и поглощает других Духов мщения из души Кетча, после чего Кетч становится рыцарем на службе у Задкиила.

### 2010-е
В одной из историй 2014 года Отто Октавиус кратко консультируется с Кетчем по поводу его старого врага Блэкаута, который только что похитил Мэй Паркер. Проинформировав Человека-паука о способностях и слабостях Блэкаута, Кетч рассказывает ему о том, насколько злобен и жесток полудемон, ссылаясь на смерть Барбары от его рук. Он советует Человеку-пауку убить Блэкаута, если у него будет такая возможность.
Во время «Абсолютной резни» Джонни, ставший новым Королём Ада, убедил Дэнни отправиться на помощь другому Духу мщения, Алехандре Джонс. Кетч, как Призрачный гонщик, прибыл в деревню Алехандры, где нашёл её сражающейся с Тёмным Карнажем. Он пытался помочь ей, но Карнаж убил её, вырвав и перекусив ей позвоночник. Кетч попытался отомстить, но Карнаж получил силу от Духа мщения Алехандры и сразился с Кетчем. К счастью, Алехандра завладела телом деревенской девушки Имары, другие жители деревни помогли Кетчу в борьбе, а культ Карнажа получил своего лидера. После этого Кетч извинился перед Алехандрой, но она поблагодарила его за защиту своей деревни и вернулась в ад. Перед уходом Кетч пообещал деревне вернуться и защищать их в случае необходимости.

## Силы и способности
Во время превращения Дэнни приобретает те же способности, что и Джонни Блэйз: сверхчеловеческую силу, повышенные рефлексы и устойчивость к травмам, что делает его фактически бессмертным для любого оружия, кроме потустороннего, например, выкованного в раю или аду. Как и Блэйз, Кетч может делать карающий взор через зрительный контакт. Уникально то, что Дэнни может контролировать степень урона, наносимого его взглядом; например, он освободил Росомаху от контроля разума, заставив его пережить боль и печаль, которые он причинил за один день своей службы в качестве солдата во время Первой мировой войны.
В качестве Призрачного гонщика Кетч использует тяжёлую цепь длиной около трёх футов (0,91 м), которая обладает магическими свойствами. Например, при броске она способна разделяться на отдельные звенья, которые ведут себя как сюрикэны, а затем восстанавливается и возвращается в руку Призрачного гонщика. Цепь может увеличиваться в длину, обладает сверхъестественной силой и может превращаться в любое оружие, например, в копьё. Гонщик также может быстро вращать её, чтобы использовать в качестве дрели.
Призрачный гонщик — человек-носитель, который превращается в мотоциклиста с огненной головой и приобретает сверхъестественные способности. Управляя своими мотоциклами, Призрачные гонщики могут передвигаться быстрее обычных мотоциклистов и совершать невозможные подвиги, например, ездить прямо по вертикальной поверхности или по воде. В односерийном комиксе с участием Доктора Стрэнджа и версии Призрачного гонщика Дэниела Кетча / Нобла Кейла было показано, что он способен ездить только по воздуху. Это повторилось вскоре после того, как Кейл начал восстанавливать свои воспоминания, заставив его изменить свой костюм силой воли и создать совершенно новый мотоцикл.
Когда мотоцикл Кетча обретает силу, он терпит радикальные изменения. Из обычного мотоцикла он превращается в мощный и высокотехнологичный. Наряду с огненными колёсами, мотоцикл оснащён тараном, похожим на щит, находящийся спереди. Призрачный гонщик также создал два других мотоцикла, которые он мог использовать так же, как и тот, на котором он обычно ездит. Один из них был создан по необходимости, когда Блэкхарт украл основной мотоцикл в кроссовере графической новеллы, объединившей Призрачного гонщика, Росомаху и Карателя, а второй — как запасной вариант на случай, если Гонщик не сможет пользоваться обычным мотоциклом. Последний оказался в руках Джонни Блэйза.
Гонщик проявлял и другие способности, например, способность вызывать стену пламени. Поначалу Кетч мог превращаться только «когда проливалась невинная кровь» и должен был касаться крышки бензобака своего мотоцикла. Позже выяснилось, что это было лишь психологическое ограничение, которое он наложил на себя и которое позже преодолел.
Он обладал силой адского пламени, схожей с версией Блэйза, но также имел способность уничтожать нечистую силу и предположительно был воплощением ангела правосудия, что подробно описывает предполагаемое происхождение версии Призрачного гонщика Нобла Кейла.
Кроме того, Кетч и Кейл в какой-то степени работали вместе, в отличие от Блэйза и Заратоса, которые боролись за доминирование и контроль над их общим телом. Кейл обладал сострадательной стороной, но иногда у него возникало желание полностью взять власть в свои руки, но он отказывался это делать, испытывая гнев из-за того, что обрёк Дэнни на то, что он сможет прожить только половину своей жизни, в то время как он будет доминировать в другой половине. Кейл и Кетч, как Блэйз и Заратос, иногда общаются через сны, а в одном выпуске они общались через послания, написанные на зеркале губной помадой.

## Альтернативные версии

### Ultimate Marvel
Во вселенной Ultimate Marvel Дэнни Кетч, известный как «Призрак», был мастером-шпионом и одним из многих новобранцев «Воющих Коммандос» генерала Ника Фьюри, чтобы сражаться с Ридом Ричардсом и его Тёмными Абсолютными, которые насильственно начали переделывать мир под свою форму. Внешне данная версия Гонщика выглядит совершенно обычно, но обладает способностью дышать огнём. Во время событий Катаклизма он пожертвовал собой, чтобы спасти заражённых МОДОКом и вирусом Гах Лак Тас и уничтожить Город завтрашнего дня. Несмотря на то, что его тело погибло, его сознание было помещено в механическое тело сотрудниками Щ.И.Т.а для создания Человека-машины.

### Marvel Zombies
Во вселенной Marvel Zombies Дэнни Кетч показан в живой форме в приквеле Marvel Zombies «Мёртвые дни». Он входит в состав сопротивления, организованного Ником Фьюри, чтобы уничтожить Зомби, но позже оказывается побеждённым в битве с заражёнными. В мини-серии «Marvel Zombies» зомбированная версия Призрачного гонщика появляется в качестве одного из заражённых супергероев, пытающихся атаковать и поглотить Серебряного Сёрфера. Позже он появляется в «Marvel Zombies 3» в составе альянса нечистой силы Кингпина и пытается напасть на Человека-машину. Его быстро убивают, когда Человек-машина обезглавливает его и крадёт мотоцикл, чтобы скрыться от зомби.

### Marvels
Дэнни Кетч появляется на последней странице серии «Marvels», где он изображён как молодой разносчик газет. Главный герой «Marvels» Фил Шелдон называет его «милым, нормальным, обычным мальчиком» и фотографирует его как символ обычного человечества.

### Человек-паук / Человек-факел
Молодая версия Кетча появляется в третьем выпуске мини-серии «Человек-паук / Человек-факел», написанной Дэном Слоттом. Он даёт интервью о Человеке-пауке и Человеке-факеле. Возраст Кетча примерно такой же, как и в «Marvels».

### Новая Фантастическая четвёрка
В реальности, где Фантастическая четвёрка была убита, Кетч вместе с Человеком-пауком, Росомахой и Халком формирует новую Фантастическую четвёрку, которая побеждает новую Ужасающую четвёрку, состоящую из Венома, Песочного человека, Саблезубого и Мерзости, которую создал Доктор Дум и наделил суперспособностями Мефисто. В продолжении истории Кетч становится одним из многих героев, убитых Таносом с помощью Перчатки Бесконечности, в результате чего остальные три члена команды нанимают Железного человека в качестве временной замены.

## Вне комиксов

### Телевидение
- Дэнни Кетч / Призрачный гонщик появляется в финальном эпизоде первого сезона «Окончательное решение» мультсериала «Люди Икс» 1990-х годов в воспоминаниях Гамбита.
- Дэнни Кетч / Призрачный гонщик появляется в эпизоде «Когда зовёт Галактус» мультсериала «Фантастическая четвёрка» (1994), озвученный Ричардом Греко[20]. Он помогает Фантастической четвёрке и Тору в их борьбе с Галактусом, используя Карающий взор.
- Дэнни Кетч / Призрачный гонщик появляется в эпизоде «Невинная кровь» мультсериала «Невероятный Халк» (1996), снова озвученный Ричардом Греко.
- Джон Семпер[англ.], продюсер и редактор мультсериала «Человек-паук» (1994), сказал в недатированном интервью, что в одном из эпизодов Человек-паук и Призрачный гонщик сражаются с Мистерио и Дормамму, и что продюсеры «хотели представить Дэнни Кетча, но Fox боялись, что Marvel собирается использовать его в шоу UPN. Поэтому его вырезали»[21].

### Кино
В фильме «Призрачный гонщик 2» 2012 года роль Дэнни Кетча исполнил Фергус Риордан. По сюжету Дэнни является сыном Рорка / Мефистофеля и женщины по имени Надя. Он появился на свет в результате того, что его мать заключила сделку с Рорком, согласно которой тот спас её жизнь в обмен на оплодотворение. В начале фильма Надя и её сын убегают от приспешников Рорка, намеревающегося передать Дэнни свою силу. Им удаётся спастись благодаря священнику Моро. Ко всему прочему, их преследует бывший парень Нади, Рэй Кэрриган / Блэкаут, однако на помощь приходит Джонни Блэйз / Призрачный гонщик, не сразу заслуживший доверие Нади. Дэнни демонстрирует способность аннулировать «Карающий взор» Блэйза, произнеся всего одно слово. В кульминации фильма Дэнни снова попадает в плен, едва не став жертвой Рорка, однако, вместо того, чтобы стать последователем своего отца, он возвращает Джонни силу, которую тот ранее потерял благодаря ритуала Моро. Блэйз становится сильнее, после чего побеждает Кэрригана и отправляет Рорка обратно в ад. Блэйз оживляет Дэнни после аварии и говорит ему, что теперь тот находится в безопасности.

### Видеоигры
- Дэнни Кетч / Призрачный гонщик появляется в качестве приглашённого ассистента в игре «Spider-Man and Venom: Separation Anxiety».
- Дэнни Кетч / Призрачный гонщик должен был появиться в одноимённой видеоигре компании Crystal Dynamics, однако в итоге игра была отменена[23].